# Sacajawea

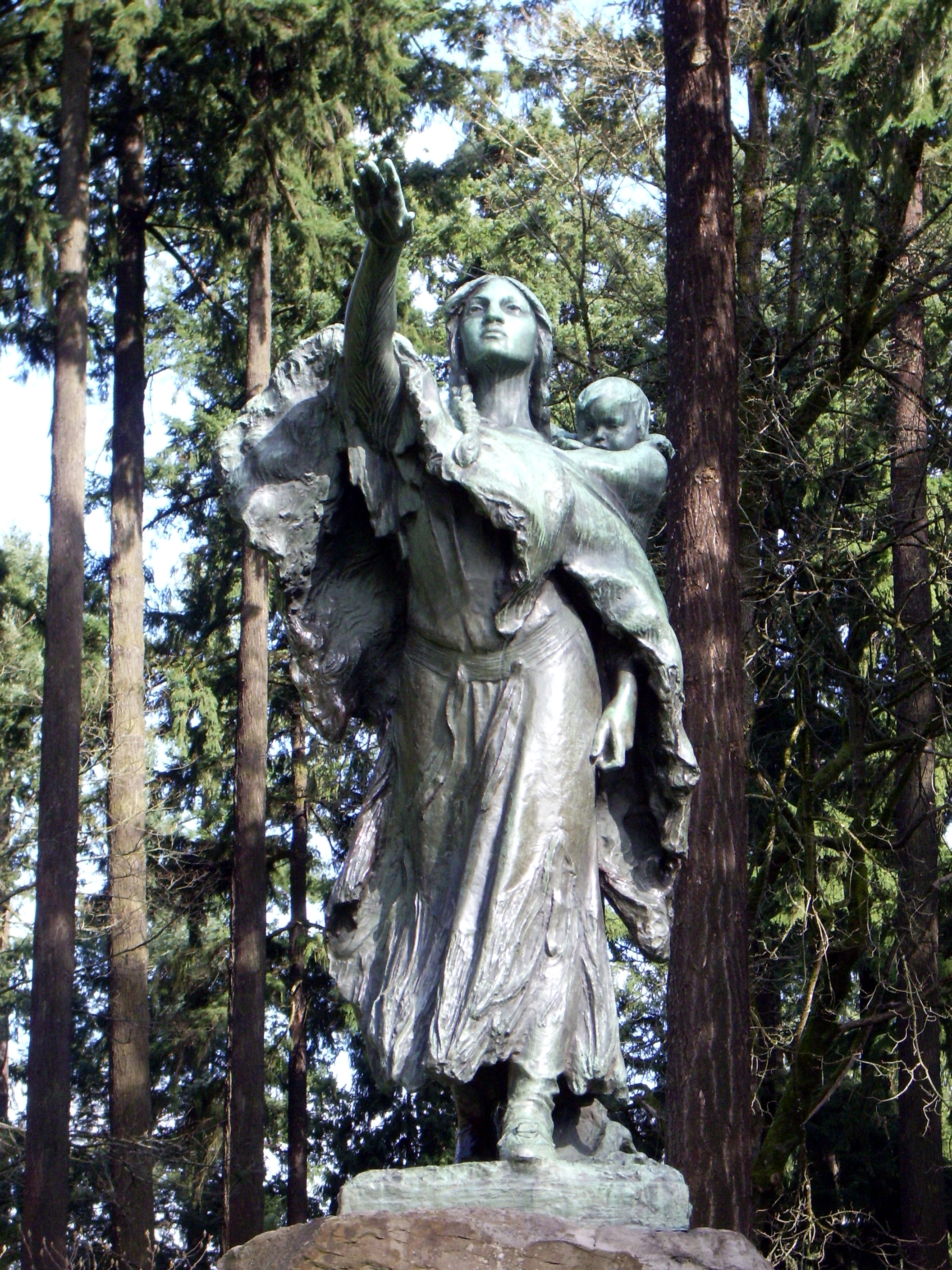
Pomnik Sacajawei w stanie Waszyngton

Sacajawea lub Sacagawea, Sakakawea, „Kobieta Ptak”, Boinaiv, „Grass Maiden”, Janey (ur. ok. 1784, zm. w 1812 lub 1884) – indiańska przewodniczka i tłumaczka podczas ekspedycji Lewisa i Clarka na zachód, żona francuskiego trapera Toussainta Charbonneau i matka Jeana-Baptiste'a Charbonneau.
Sacajawea urodziła się w górach Lemhi w dzisiejszej zachodniej Montanie jako córka wodza plemienia Szoszonów. W wieku około dziesięciu lat została uprowadzona przez Indian z plemienia Hidatsa. W roku 1804 została żoną francuskiego trapera i handlarza futer Toussainta Charbonneau, który ponoć wygrał ją (i drugą indiańską dziewczynę) w kości.

## Wyprawa
W zimie 1804/1805 do wioski Mandanów u zbiegu rzek Knife i Missouri, gdzie właśnie przebywał Charbonneau, dotarła ekspedycja badawcza pod wodzą Lewisa i Clarka. Francuz został zatrudniony jako tłumacz i przewodnik. W wyprawie miała mu towarzyszyć brzemienna Sacajawea.
W lutym 1805 roku urodził się Jean-Baptiste, a w dwa miesiące później Sacajawea, z dzieckiem przytroczonym do pleców, wyruszyła – śladem męża – na zachód, w stronę Oregonu. W trakcie wyprawy okazała się znakomitym tłumaczem i przewodnikiem, prowadząc ekspedycję wzdłuż Missouri i jej południowo-zachodniego dopływu, później nazwanego Jefferson, na ziemie Szoszonów, gdzie spotkała swego brata, zwanego Cameahwait, w tym czasie wodza plemienia.
Udało jej się przekonać brata, by wyposażył ekspedycję w konie, niezbędne do pokonania lądowego dystansu dzielącego podróżnych od zlewisk rzek biegnących ku wybrzeżom Pacyfiku. Brała udział w wyprawie aż do końca, kiedy to w listopadzie 1805 roku dotarła ona do brzegów oceanu.
W drodze powrotnej wzięła udział w podróży badawczej Clarka w górę rzeki Yellowstone. Latem 1806 roku opuściła – wraz z mężem – szeregi ekspedycji i pozostała w wiosce Mandanów.

## Dalsze losy

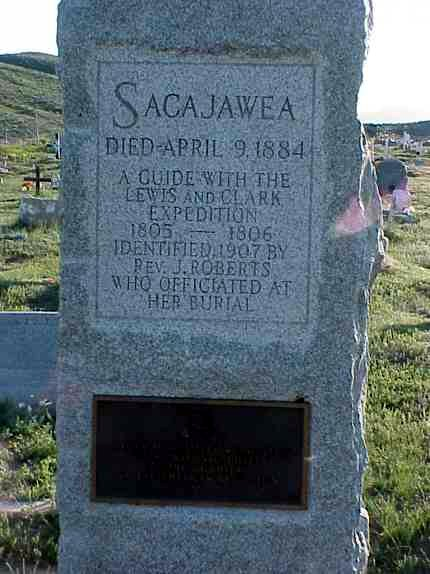
Symboliczny grób Sacajawei w Forcie Washakie w Wyoming z 1884 rokiem jako datą śmierci.

Trudno powiedzieć cokolwiek pewnego o życiu Sacajawei w latach późniejszych. Według jednych źródeł pojechała z mężem do St. Louis, gdzie oddała syna w adopcję Williamowi Clarkowi, po czym wróciła – z wyprawą prowadzoną przez trapera Manuela Lisę – nad górną Missouri, gdzie zmarła, przypuszczalnie jako ofiara epidemii, w roku 1812.
Według innej, mniej prawdopodobnej wersji, Sacajawea dołączyła do plemienia Komanczów, po czym – pod koniec życia – wróciła w rodzinne strony, by, w wieku około stu lat, umrzeć w rezerwacie Wind River w roku 1884.

## Podsumowanie
Sacajawea była jedną z kilku kobiet odgrywających aktywną rolę w okresie wczesnej eksploracji Ameryki Północnej. Dzięki jej umiejętnościom jako przewodniczki i tłumaczki ekspedycja Lewisa i Clarka w sposób pokojowy pokonała obszary zamieszkiwane przez ponad pięćdziesiąt różnych plemion indiańskich.
Na jej cześć nazwane zostało sztuczne jezioro Sakakawea, stworzone w latach 50. XX wieku na rzece Missouri.
Sacajawea jest obecna we współczesnej kulturze amerykańskiej. Jej postać pojawia się między innymi w amerykańskiej komedii fantastycznej „Noc w muzeum”.
Jej podobizna widnieje na monecie jednodolarowej, wybijanej od 2000 r.
24 czerwca 2006 zwodowano okręt zaopatrzeniowy typu Lewis and Clark USNS Sacagawea (T-AKE-2). W uroczystości uczestniczyli potomkowie Sacajawey.